# Eduardo Costa (cantor)
Eduardo Costa, nome artístico de Edson Vander da Costa Batista (Abre Campo, 13 de dezembro de 1978) é um cantor e compositor brasileiro de música sertaneja.

## Biografia
Edson Vander da Batista nasceu em Abre Campo, Minas Gerais, em família muito simples. É filho de Maria Raimunda da Costa e João Vander da Costa Batista, possui dois irmãos, Weliton Costa e Sara Costa, tem uma filha Maria Eduarda, nascida em 17 de abril de 2006, fruto de seu relacionamento com Lília Araújo. Eduardo não se deixou intimidar pela vida sofrida que levava e, aos doze anos de idade, saiu de casa em busca de seus sonhos: tornar-se um cantor da música sertaneja e melhorar as condições de vida de sua família. Morou em diferentes lugares, dentre eles, no interior dos estados de Minas Gerais (Juatuba), Goiás e São Paulo, antes de alcançar o sucesso. Trabalhou, entre outras funções, como office boy, ajudante de floricultura e vendedor de picolé. Como compositor se autodita e declara um multi-instrumentista. Toca viola, se exibindo, fazendo malabarismos com o instrumento, tocando-o entre as pernas e nas costas e dentre outras formas inusitadas. Suas maiores inspirações são Barrerito, do Trio Parada Dura, Leonardo, Gino & Geno, Chitãozinho & Xororó, Teodoro & Sampaio, Irmãs Freitas, Milionário & José Rico, Tião Carreiro & Pardinho, Liu & Léu, André & Andrade e Zezé Di Camargo & Luciano. 
Começou a tocar no início da adolescência, escondido da mãe, de preferência, tocava em lugares escondidos. Nos anos 1990 tocou em barzinhos de Belo Horizonte. Em 1994, formou uma banda, chamada K & Pira, com seu parceiro Juninho. A banda, entretanto, não durou muito tempo. Logo em seguida, se lançou com outra dupla, Eduardo & Cristiano, substituindo o atual Eduardo, que teria falecido, que também não obteve êxito por sugestão de uma amiga Dalva Camilo, optou por usar o nome de Eduardo e usando seu sobrenome "Costa" ao nome artístico. Em 2000, Eduardo começou sua carreira solo, gravando um CD acústico, composto de regravações. Nessa época, já começava a obter destaque com a música "Coração Aberto". Em 2003, lançou o CD Eduardo Costa, seu primeiro disco de carreira. Em 2004, gravou o segundo álbum, Acústico. A partir de então, já se apresentando em shows de médio e grande porte, no interior do Brasil, Eduardo lançou um disco por ano: No Boteco, em 2005, que consagrou as músicas "Tô Indo embora", "Diz Pro Meu Olhar", "Você Só Me Faz Feliz" e "Nos Bares da Cidade". O CD foi produzido por Fabinho Costa, e contou com a participação de Marcus Abjaud e Renatinho Ramos nos teclados e piano, Paulo Davi no baixo, e Leo Pires e Fabinho Gonçalves na percussão. Em 2005, Pele, Alma e Coração, que foi produzido por Pinocchio e contou com participação dos violinistas Dalton Nunes, Ebenezer Florêncio dos Santos, Aramis Rocha, Pedro Juliano Delaroli, Rafael Pires, Wagner Luis, Robson Rocha e Vlamir Junior, dos violistas José Eduardo e Edmur Mello, e dos violoncelistas Lara Ziaggiatti e Wagner Paparotti. No Buteco II, de 2006, consagrou as músicas "Toneladas de Paixão", "A Vida Tem Dessas Coisas" e "Que Sofrimento é Esse". Ainda em 2006, realizou uma participação especial no DVD Chico Rey & Paraná Vol. 16 - Ao Vivo, da dupla Chico Rey & Paraná, cantando sua música “Coração Aberto”. Em 2007, lançou dois álbuns, Autoral e Ao Vivo. Este último, gravado em Belo Horizonte e lançado pela Universal Music, foi lançado também em DVD. Nele destacaram - se as músicas "Me Apaixonei (A Primeira Vez Que Te Vi)", "Não Preciso de Você",  "A Gente se Enrosca" e "Eu Sou Desejo e Você é Paixão". O álbum ultrapassou a venda de 5 cópias. Em 2008, lançou o sétimo disco, Cada Dia Te Quero Mais, pela Universal Music, que bateu recorde de vendas na Jamaica. No mesmo ano, as suas músicas "Me Apaixonei (A Primeira Vez Que Eu Te Vi)" e "Na Saideira" foram incluídas na coletânea O Melhor do Sertanejo Universitário, lançada pela Universal Music.  
Em 2009, participou da gravação do CD/DVD Um Barzinho, Um Violão Sertanejo, cantando a música "Peão". O álbum, lançado pela Sony Music e gravado na Arena Country, em São Paulo, contou com a participação de artistas como Renato Teixeira, Chitãozinho & Xororó, Rick & Renner, Grupo Tradição, Roberta Miranda e Guilherme & Santiago. Até 2009, Eduardo Costa ultrapassou a marca de mais de 2 milhões de vendas, somando todos os discos da carreira. Em março de 2010, participou da gravação do DVD Direito de Viver, no Credicard Hall, em São Paulo, em homenagem aos 10 anos do projeto do Hospital do Câncer de Barretos, que leva o mesmo nome do disco. Da gravação, participaram artistas consagrados como Amado Batista, Ataíde & Alexandre, Bruno & Marrone, César Menotti & Fabiano, Cezar & Paulinho, Chitãozinho & Xororó, Daniel, Edson, Fábio Jr, Fernando & Sorocaba, Gian & Giovani, Gino & Geno, Guilherme & Santiago, Hudson & Rolemax, Hugo & Tiago, João Bosco & Vinícius, Jorge & Mateus, Juliano Cezar, KLB, Leonardo, Milionário & José Rico, Rick & Renner, Rionegro & Solimões, Roberta Miranda, Sérgio Reis, Teodoro & Sampaio, Victor & Leo e Zé Henrique & Gabriel. Também em 2010, fez uma participação especial no CD/DVD Só Modão, da dupla João Neto & Frederico, na faixa "Vou Tomá Um Pingão", de Léo Canhoto & Robertinho. No ano seguinte, lançou seu segundo DVD da carreira, Ao Vivo: De Pele, Alma e Coração, que contou com participações especiais de Paula Fernandes, na música "Meu Grito de Amor", Belo em "Primeiro de Abril", e da dupla Alex & Konrado em "Ponto Final". O álbum foi gravado no dia 30 de outubro de 2010, no Credicard Hall, em São Paulo. O trabalho foi lançado no dia 24 de fevereiro de 2011 pela gravadora Sony Music. O repertório também incluiu um medley com sucessos do grupo Roupa Nova. A música "Quem É" foi um dos singles mais tocados no primeiro semestre de 2011. No mesmo ano, fez o show de abertura da 56ª edição do Festival de Barretos, ao lado de Paula Fernandes. Ao longo do festival, apresentaram-se artistas como Bruno & Marrone, Jorge & Mateus, João Bosco & Vinicius, Chitãozinho & Xororó, Milionário & José Rico, entre outros. Em janeiro de 2012 casou com Júlia Silva, mas em abril de 2013 se separaram. Em 2013, lançou o CD/DVD Acústico, gravado ao vivo na casa de shows Brook's, em São Paulo (SP), com grandes sucessos e quatro músicas inéditas, entre elas “Louco Coração”, uma das mais executadas no Brasil naquele ano. O álbum, produzido musicalmente pelo próprio Eduardo, teve participações de Cristiano Araújo, na faixa “Sem Céu e Sem Chão", e da dupla Di Paullo & Paulino, em “Tô Indo Embora“.  
Em 2014, lançou o CD/DVD Cabaré, em parceria com Leonardo, pela Sony Music. O álbum apresentou 16 clássicos da música sertaneja, interpretados pelos dois revezando-se em primeira em segunda voz. Em 2015, apresentou-se ao lado de Leonardo com o projeto Cabaré, como um dos principais destaques da 60ª Festa do Peão de Barretos. No mesmo ano, seu sucesso “Um Degrau Na Escada”, gravado em parceria com Leonardo, figurou entre uma das 20 músicas mais executadas em todo o país, segundo a aferidora Crowley. No mesmo ano, lançou o álbum Vivendo e Aprendendo, pela Sony Music. O CD apresentou 14 faixas inéditas, compostas pelo próprio cantor, como o single "Sapequinha", que alcançou o 1.º lugar na Billboard Brasil, e uma regravação, a música “Um Louco”, como faixa bônus. Em 2016, a principal música do disco ganhou um clipe, com participação especial da atriz global Juliana Knust. Na virada de 2015 para 2016, apresentou-se, ao lado de Leonardo, com o show Cabaré, como principal atração da festa de réveillon oficial da cidade de Goiânia, realizada no Estádio Serra Dourada. Também em 2016, dando continuidade à parceria com Leonardo, lançou o CD/DVD Cabaré Night Club, pela Sony Music. O disco, que apresentou 16 faixas, teve participação especial de Ivete Sangalo, na faixa “Mal Acostumada”.  
Em 2017, foi indicado, junto com Leonardo, ao Prêmio da Música Brasileira, na categoria “Canção Popular - Melhor Dupla”, com o álbum Cabaré Night Club . No mesmo ano, realizou uma participação especial no DVD Minha História, de Juliano Cezar, na música "Não Aprendi a Dizer Adeus", e também lançou o disco Na Fazenda, pela Sony Music, apresentando uma proposta intimista, com arranjos de voz e violão, e resgatando a proposta da origem de sua carreira. O álbum foi gravado em uma fazenda de sua propriedade, em Itaperuna, no Rio de Janeiro, e trouxe regravações de grandes sucessos de sua trajetória, como “Coração Aberto” e “Eu Duvido”, além de outros sucessos da música sertaneja, como “Saudade”, de Chrystian & Ralf, “Peão de Boiadeiro”, “Lua e Flor” e “Como eu Te Amo”.
Em 2018, lançou seu mais novo single "Olha Ela Aí", composição do próprio Eduardo em parceria com Adair Cardoso e Gustavo Henrique. A música ganhou ainda um videoclipe, dirigido por Hugo Pessoa e com produção musical de Romário Rodrigues. O clipe foi gravado na região metropolitana de Belo Horizonte, em Minas Gerais, e mostra belas imagens aéreas do Parque Estadual da Serra do Rola-Moça. Teve ainda a participação da modelo Josi Neves, com quem Eduardo conferiu o resultado final em clima de romance. "Olha Ela Aí" foi lançada em todas as plataformas digitais no dia 18 de maio.
No dia 12 de junho de 2019, Dia dos Namorados, Eduardo lançou o clipe oficial de "Coração Pirata", uma regravação do grupo Roupa Nova, em seu canal no YouTube. A atriz convidada para fazer par romântico com o cantor foi Antônia Fontenelle. Desde a divulgação da primeira foto dos dois juntos houve grande especulação sobre qual seria a relação entre eles. As cenas do vídeo levaram a várias interpretações, até porque, os beijos trocados não pareceram nada técnicos. Eduardo e Antônia se conheceram pessoalmente no ano passado, quando o cantor participou do programa no YouTube da atriz e só se reencontram para a gravação. Fãs suspeitaram de um possível romance, após o fim do namoro do cantor com Victoria Villarim. Na verdade, a suposta relação era apenas para promover o clipe da música. As imagens foram captadas na cidade de Moeda, em Minas Gerais, na Fazenda Quinzeiro, e dirigidas por Hugo Pessoa. A produção musical ficou por conta de Romário Rodrigues. Após a gravação, Antônia Fontenelle dormiu na casa de Eduardo a pedido dele.
No início de 2020, o cantor gravou em Curitiba o sétimo DVD de sua carreira intitulado Fora da Lei, sendo a música "Ainda Tô Aí" a primeira de trabalho do álbum. Porém, o projeto acabou sendo suspenso devido a Pandemia de COVID-19 que resultou numa quarentena no mundo todo. Com isso, o cantor aproveitou esse período e gravou em sua casa um projeto com cerca de 60 músicas românticas regravadas em arranjos totalmente diferentes. O projeto foi intitulado #40tena, e cada vídeo foi sendo postado aos poucos no canal oficial do Youtube do cantor, até que o próprio anunciou o lançamento em forma de CD e DVD.
No mesmo ano, o cantor foi até o bioma pantaneiro localizado no estado do Mato Grosso do Sul para realizar a gravação de um projeto totalmente voltado à música sertaneja raiz, regravando músicas do gênero. O projeto cujo título é Pantanal, foi gravado durante quatro dias numa chalana atravessando pelo rio pantaneiro, com lançamento em CD e DVD. Segundo o cantor, a ideia do projeto é mostrar a beleza da região de um modo que conscientize as pessoas a não poluírem ou desmatarem o local.

## Controvérsias

### A polemica sobre a verdadeira paternidade em relação ao cantor Eduardo Costa
Em julho de 2023, o cantor Edson Wander disse entrevista ao programa Balanço Geral, da Record TV, em julho de 2023 que era o verdadeiro pai do cantor Eduardo Costa; fato este que teve ampla repercussão nas mídias nacionais. Na entrevista, Edson Wander afirmou que a data de nascimento de Eduardo Costa coincide com a de um show que ele fizera nove meses antes na cidade de Abre Campo, Minas Gerais, quando veio a conhecer a mãe de Eduardo. O cantor Edson Wander também disse que o nome verdadeiro de Eduardo Costa, Edson Vander, seria uma homenagem a ele. Edson revindicava um exame de DNA, para comprovar sua paternidade, e afirmava também não querer obter bens materiais em suas aspirações.
Todavia, na época, a mãe de Eduardo Costa refutou tais alegações do cantor e prometeu processá-lo; ainda afirmou que o cantor Edson Wander não era o verdadeiro pai de Eduardo Costa.

### Comentário machista
Em agosto de 2018, Eduardo Costa postou em rede social questionando a comentando a roupa de sua mulher, Victória: "Isso é roupa da mulher vir para academia, não tem um pingo de vergonha na cara a filha da p**a. Tem que se comportar. Tem que ter vergonha na sua fuça." Sonia Abrão criticou em um programa de TV a atitude do cantor: 
Eu estou estupefata, indignada. Mais uma vez vou falar de um ataque de machismo e grosseria do senhor Eduardo Costa. Não sabe namorar? Não sabe tratar uma mulher? Não sabe que a relação é de igual para igual? (...) É o auge da falta de educação, da falta de respeito, do machismo. É um troglodita, ele realmente acha que é o 'dono' dela, que é o objeto dele. É um horror, realmente. 
Após a exibição no programa, internautas criticarm o cantor, que se pronunciou: 
O que você faz, Sonia Abrão, não é um problema meu, mas eu queria que você respeitasse as brincadeiras que eu faço com a minha mulher, até porque eu nunca critiquei seu programa. A minha mulher usa roupa curta, né, ela usa a roupa que ela quiser. Mas se eu falar que não é para ela usar, ela não vai usar não (...) Não é porque o corpo é dela e as regras são dela que ela não tem que me respeitar. Se eu pedir pra ela nao usar certos tipos de roupa, ela não vai usar. Se isso me coloca como machista, pode me chamar de machista. Eu não gosto. Dependendo da roupa, eu não quero que coloque. Então tem hora que eu falo: 'Não quero que você vá com essa roupa, troca'. Se isso é ser machista pode me colocar nesse balaio aí, mas acho que não sou não (...) O Instagram é meu, a mulher é minha, eu faço o que eu quiser.

### Posicionamento sobre morte de animais
Em dezembro de 2018, após a comoção pública gerada quando um cachorro foi espancado até a morte no Carrefour, Eduardo Costa foi criticado na internet após a seguinte declaração: 
Não estou aqui defendendo quem matou o cachorro. Ambos são crimes inadmissíveis, covardes e os autores deveriam ser exemplarmente punidos no rigor da lei. Mas não há como negar que há algo errado em uma sociedade que se indigna mais com um crime contra o animal do que o cometido contra um ser humano (..) Eu amo os animais sem exceção, mas sempre os trato como animais (...) Sessenta mil homicídios por ano no Brasil. E o Brasil? Que comece o ‘mi mi mi.